# مضر (البيضاء)
مضر هي إحدى قرى الجمهورية اليمنية. تتبع جغرافيا لمحافظة البيضاء و إداريًا لمديرية الرياشيه. يبلغ تعداد سكانها 1437 نسمة حسب الإحصاء الذي أجري عام 2004.